# クラウド・ゲート
クラウド・ゲート（英: Cloud Gate）は、アメリカ合衆国イリノイ州シカゴのミレニアム・パークにあるインド出身の彫刻家アニッシュ・カプーア作の巨大彫像（パブリックアート）。シカゴダウンタウンのループ地域にあり、ミレニアム・パーク内のAT&Tプラザ中心部に所在する。2004年から2006年にかけて作成。豆のような形から「ザ・ビーン（The Bean）」の愛称でも呼ばれる。

## 概要
168枚のステンレス板を溶接してつなぎ合わせているが、十分に研磨された表面には継ぎ目は見えず、鏡の塊のような外観である。高さ10m、幅20m、奥行き13m、重量99.8トン。
カプーアのデザインは水銀から着想を得ており、表面にはシカゴのスカイラインがゆがみつつ映し出される。下部の高さ3.7mのアーチの下や周囲を歩いて楽しむことができる。アーチ下側の逆凹面状の空間は「オンパロス」（ギリシア語で「へそ」の意）と呼ばれる。
多くの観光客はこの彫像の独特の鏡面体を単純に眺めたり撮影したりするだけだが、クラウド・ゲートにはカプーアの芸術テーマが数多く取り入れられている。
デザインについては、コンペの結果カプーアの案が採用されたが、その後になって建設や組立、維持管理に関して数多くの技術的懸案が生じた。照会を受けた様々な専門家の中には、デザインは実現不可能と考える者もいた。結局、実行可能な方法が考案されたものの、建設スケジュールは予定より遅延した。
2004年のミレニアム・パーク完成式典の中で未完成の状態で公開されたが、その後は完成まで再度テント内に隠された。公式の公開は2006年5月15日。以来、国内外の観光客から大変な人気を博している。
2015年8月、中国新疆ウイグル自治区カラマイ市にクラウド・ゲートそっくりの巨大なステンレス製オブジェが出現し、カプーアは盗作であると抗議し訴える意向を示した。

## デザイン

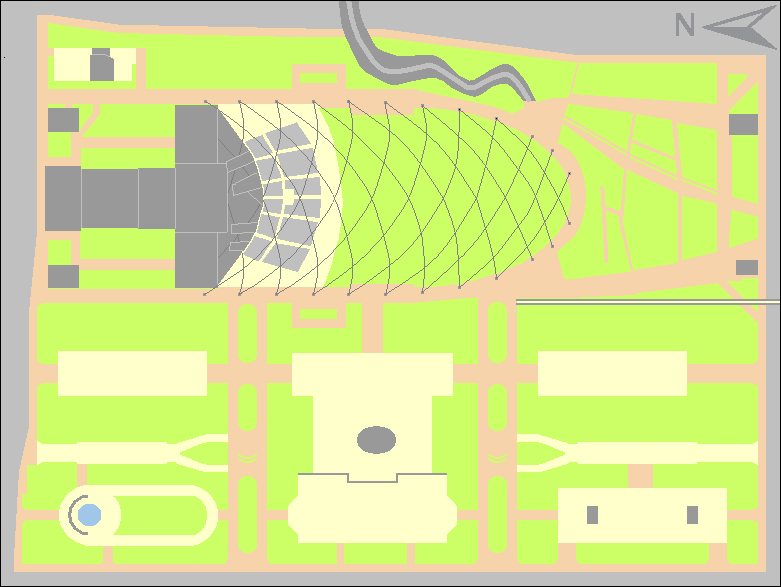
ミレニアム・パーク地図。中央下の楕円形がクラウド・ゲート

東をミシガン湖、西をシカゴ・Lのループに挟まれたグラント・パークは、19世紀以来「シカゴの前庭」と呼ばれる。その北西部の一角（東西をコロンブス・ドライブとミシガン・アベニュー、南北をランドルフ・ストリートとモンロー・ストリート及びシカゴ美術館に挟まれた区域）は1997年までイリノイ・セントラル鉄道のレール置場及び車庫だったが、同年にシカゴ市に「ミレニアム・パーク」として認可され再開発が始まった後、2004年に完成、公開された。2007年にはシカゴでネイビー・ピアに続き来訪者数で2番目の観光地となっている。
1999年、ミレニアム・パーク職員や美術品収集家、キュレーター、建築家から成る委員会によって30人の芸術家の作品レビューが行われ、うち2人にオファーが出された。米国の美術家ジェフ・クーンズは高さ46mのすべり台型彫像の設置を提案。ガラス及び鋼鉄製で、エレベーターに乗って高さ27mの展望台に上がれるという案であった。しかし委員会は、国際的に高い評価を受けているアニッシュ・カプーアによる案を採用した。
大きさ10m×20m×13m、重さ99.8トンの、水銀に着想を得た継ぎ目の無いステンレスの彫像は、鏡のようにシカゴのスカイラインを映し出しつつ、その楕円型の形状は反射した像をゆがめ、ねじ曲げる。周囲を歩き回ると、表面はまるで遊園地にあるファンハウスの鏡のアトラクションのように像がゆがむのを楽しめる。
アーチ下側の逆凹面状の空間は「オンパロス」（ギリシア語で「へそ」の意）と呼ばれ、そのへこみの効果により、内側から見ると像が増幅する。オンパロスの最高点は地上から高さ8.2mあり、前後2つのアーチを通って内側を見たり反対側に行くなどして全体を眺めることができる。2004年7月の初公開の週、マスコミはこのオンパロスを「スプーン型の動物の下腹（spoon-like underbelly）」と描写した。
当初はミレニアム・パーク南東角にあるリュリー・ガーデンの中心に置かれる予定であったが、公園側はクラウド・ゲートがリュリー・ガーデンには大きすぎると考え、カプーアの反対を押し切ってAT&Tプラザに置くことを決定した。
ランドルフ・ストリート北側に並ぶビル群が、クラウド・ゲートの東西どちらの面から見ても映り込む。以下は、その主なビル。
- ミレニアム・パーク・ヘリテージ（The Heritage）
- スマーフィット・ストーン・ビル（Smurfit-Stone Building）
- ツー・プルデンシャル・プラザ（Two Prudential Plaza）
- ワン・プルデンシャル・プラザ（One Prudential Plaza）
- AONセンター

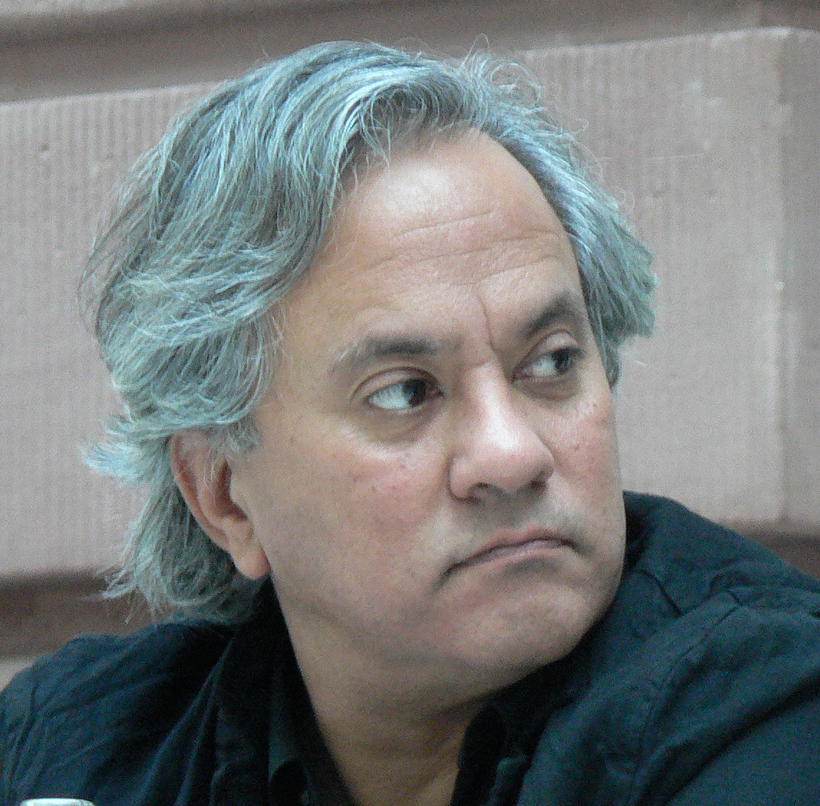
アニッシュ・カプーアの案が30人の美術家の中から選ばれた

カプーアはコンピューターによる設計をしないが、コンピューターによるモデリングは複雑な形状の分析過程に重要な役割を果たした。その形状は多くの問題点を生じた。屋外に置かれることにより熱や冷気を保持・伝導してしまい、夏は触れた手が火傷を負ったり冬は舐めた舌がくっついてしまう恐れがあった。また極端な気温の変化は彫像の構造を弱める恐れもあった。落書きや鳥の糞、触った後の指紋も表面の美観に影響するため潜在的な問題とされた。最大の問題は、外郭を一つの継ぎ目の無い面に仕上げなければならないことであり、建築家ノーマン・フォスターはこの点につきほぼ不可能と考えていた。
作成中、マスコミはその豆のような形から「ザ・ビーン（The Bean）」の愛称を付けたが、カプーアはその名前を「まったく馬鹿げている」と評した。数か月後、カプーアは正式に「クラウド・ゲート」の名前をつけた。批判的に「a passage between realms」と評するものもあった。クラウド・ゲートの外部表面の4分の3は空を映し出し、またその名は、空と見る者の間の空間を結ぶ門のような役割を果たすということを表している。周辺と合わせて「クラウド・ゲートとAT&Tプラザ」と呼ばれることがある"。カプーア初の米国での屋外パブリック・アートであり、フィナンシャル・タイムズ紙によれば米国でカプーアの名を最も知らしめることになった作品である。

## 製作と維持管理
英国 Aerotrope 社が構造設計を行い、高度な溶接技術で知られる Performance Structures, Inc.（PSI）社が製作を担当した。まず PSI 社は縮小模型を作成。カプーアはこの時高密度ポリウレタンフォームを用い、この素材が内部支持部材の設計を含めた最終的な構造デザインまで利用されている。当初 PSI 社は製作と組立てをカリフォルニア州オークランドで行い、パナマ運河とセントローレンス海路経由の水上輸送によってシカゴまで運ぶ計画を立てていたが、ミレニアム・パーク側はリスクが大きいと判断してこれを却下、最終的にはパネルを個別に陸送して現地で組み立てる方針がとられた。この最終組み立て作業は MTH Industries 社が担当することとなった。
製作過程では作品の重量が問題となった。要求される外観の実現に必要な部材の厚みを予測することは困難であり、当初54.4トンと見積もられていた総重量は最終的にその二倍近くになっている。この重量の増大はエンジニアらに構造設計の見直しを迫り、またクラウド・ゲートが設置されるパーク・グリル屋上の架構もこれに耐える設計とする必要が生じた。北側グラント・パークの駐車場とメトラの線路を隔て、さらにレストランの裏手に連なる擁壁が作品の荷重を負担しているが、この擁壁と駐車場の基礎部分には作品の組み立てに先立って構造補強が施されることとなった。またさらなる補強として、クラウド・ゲートの内部構造体には広場下部の水平部材が緊結されている。
クラウド・ゲートの磨かれたシェル内部には作品を保持するための鋼鉄製の構造体が設けられている。2004年2月、最初の構造部材となる二つのステンレス鋼製のリングが現地に設置され、続けてこれらを結ぶようにパイプから構成されたトラスが形成された。これらのトラスは、製作段階で荷重が超過する箇所を除き予期せぬシェルの変形を防止するもので、完成した作品内部には斜材はない。さらに熱で膨張・収縮する作品に追随するような枠状の構造も設置され、作品を支える二つのリングは互いに独立に、また外装シェルはこれらのリングから独立に動く構成にされている。
内部構造の完成後、外装シェルの製作が行なわれた。シェルは厚さ1.0センチメートル、重量450 - 910キログラムのステンレス鋼パネル168枚で構成される。パネルはコンピュータによる三次元モデリングを用いて設計され、板材の成形はイングリッシュ・ホイール（板金加工道具）で行なわれたが、この時にも三次元スキャナーなどが使用されている。パネルの内側には剛性を増すために補強材が溶接されている。内部構造部材の全部およびパネルの三分の一はオークランドで製作された。98パーセントの磨き仕上げを施された板材は保護フィルムで覆った上で陸路シカゴへと輸送され、現地で一体に溶接された。溶接距離は全体で744メートルに及んでいる。板材は組み立て時の調整がまったく不要なほど高精度に製作されており、伝統的な溶接法ではなくレーザーとアーク放電を併用するレーザー・アークハイブリッド溶接によって溶接された。
2004年7月に開始されたシェルの製作段階では現場は大きなテントで覆われ、外からその様子を伺うことはできなくなった。製作は板材が内部の支持材に接合するオンパロス付近から始められ、作品の内部から外装の側へと順次進められた。このため、作品下部が完成した際にはソンブレロのような外観を呈している。
クラウド・ゲートのシェルは2004年7月15日のミレニアム・パークのグランド・オープンを目標にして製作されたが、作業の遅延のためこの時点になってもまだ研磨されておらず未完成であった。7月8日にはオープニングのイベントの一環として覆いが外されたが、カプーアは未完成の作品を公開することに前向きではなかった。さらに、当初は7月24日までの期間はテントを再び設置した中で研磨作業を行う予定だったが、続けての鑑賞を望む声が多かったため、パーク側は数ヶ月間そのままの状態で公開することを決定した。テントが再び設けられたのは、溶接の継ぎ目を研磨する作業が行われた2005年1月のことであった。継ぎ目の切削・平滑化・研磨作業の際には作品周囲に六階分の高さの足場が設置され、手の届きにくい箇所の作業では登山用の装備なども使用されている。2005年8月には上部・側面部の作業が終了してテントが取り除かれ、10月3日時点で覆われていたのは最後の研磨作業が行われたオンパロス部分のみとなっている。
鏡のような表面仕上げを実現するため、クラウド・ゲートの溶接部分は以下に示す五段階の作業を経ている。
| 段階 | 工程                        | 器具                                    | やすりの種別（単位はグリット） | 目的                                 |
| ---- | --------------------------- | --------------------------------------- | ------------------------------ | ------------------------------------ |
| 1    | 粗削り（Rough Cut）         | 電動グラインダー（2.3 kg, 110 mm）      | 40                             | 溶接継ぎ目の除去                     |
| 2    | 成形初期（Initial Contour） | 空気圧式ベルトサンダー（6.8 kg, 51 mm） | 80, 100, 120                   | 溶接箇所の成形                       |
| 3    | 成形（Sculpting）           | 空気圧式ベルトサンダー（4.5 kg, 25 mm） | 80, 120, 240, 400              | 溶接箇所の平滑化                     |
| 4    | 仕上げ（Refining）          | ダブル・アクション・サンダー            | 400, 600, 800                  | 前段階で残っている傷の除去           |
| 5    | 研磨（Polishing）           | 電動バフ（250 mm）                      | べんがら（4.5 kg）             | 鏡面仕上げのための研磨およびバフがけ |

2005年8月28日に作業は完了、2006年5月15日に公式に披露された。作品の費用は当初の見積では600万ドルだったが、2004年のパークオープン時には1,150万ドル、2006年の最終的な数字は2,300万ドルとなっている。公的な予算は使われておらず、全額が個人や企業の寄付によって賄われた。
カプーアとの契約には作品の将来1,000年間が見込まれている。クラウド・ゲート下部1.8メートル分は一日二回手作業で清掃され、全体は一年に二回、150リットルの洗剤を用いて洗浄されている。日常の清掃には一般的なガラス用洗剤と同種の薬剤、年二回の全体作業には洗濯洗剤の一種（Tide）が使用されている。こうした定期的な保守作業に加え、悪戯の被害からの回復も随時必要とされている。深刻なものとしては2009年2月に北西側面に個人名が彫り込まれた例があり、この時には製作時に研磨作業を担当した企業によって回復作業が行われた。

## ギャラリー

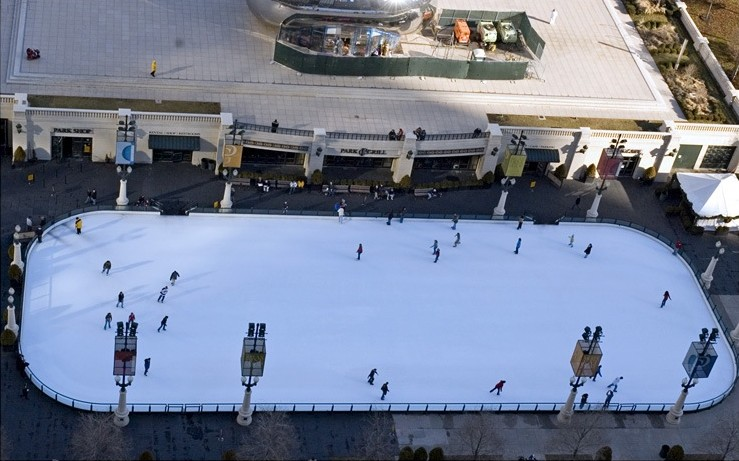
クラウド・ゲートと冬季のスケートリンク